# Hersiliola macullulata
Espèce
Synonymes
- Aranea macullulata Dufour, 1831
- Hersilia oraniensis Lucas, 1846

Hersiliola macullulata est une espèce d'araignées aranéomorphes de la famille des Hersiliidae.

## Distribution
Cette espèce se rencontre en Espagne, en Algérie, au Mali, au Burkina, en Libye, en Israël, en Turquie, en Iran et au Yémen,.

## Description
Les mâles décrits par Foord et Dippenaar-Schoeman en 2005 mesurent de 3,53 à 3,98 mm et les femelles de 3,53 à 6,83 mm.

## Publication originale
- Dufour, 1831 :  Descriptions et figures de quelques Arachnides nouvelles ou mal connues et procédé pour conserver à sec ces Invertébrés dans les collections. Annales des sciences naturelles, vol. 22, p. 355-371 (texte intégral).